# Stromatolity

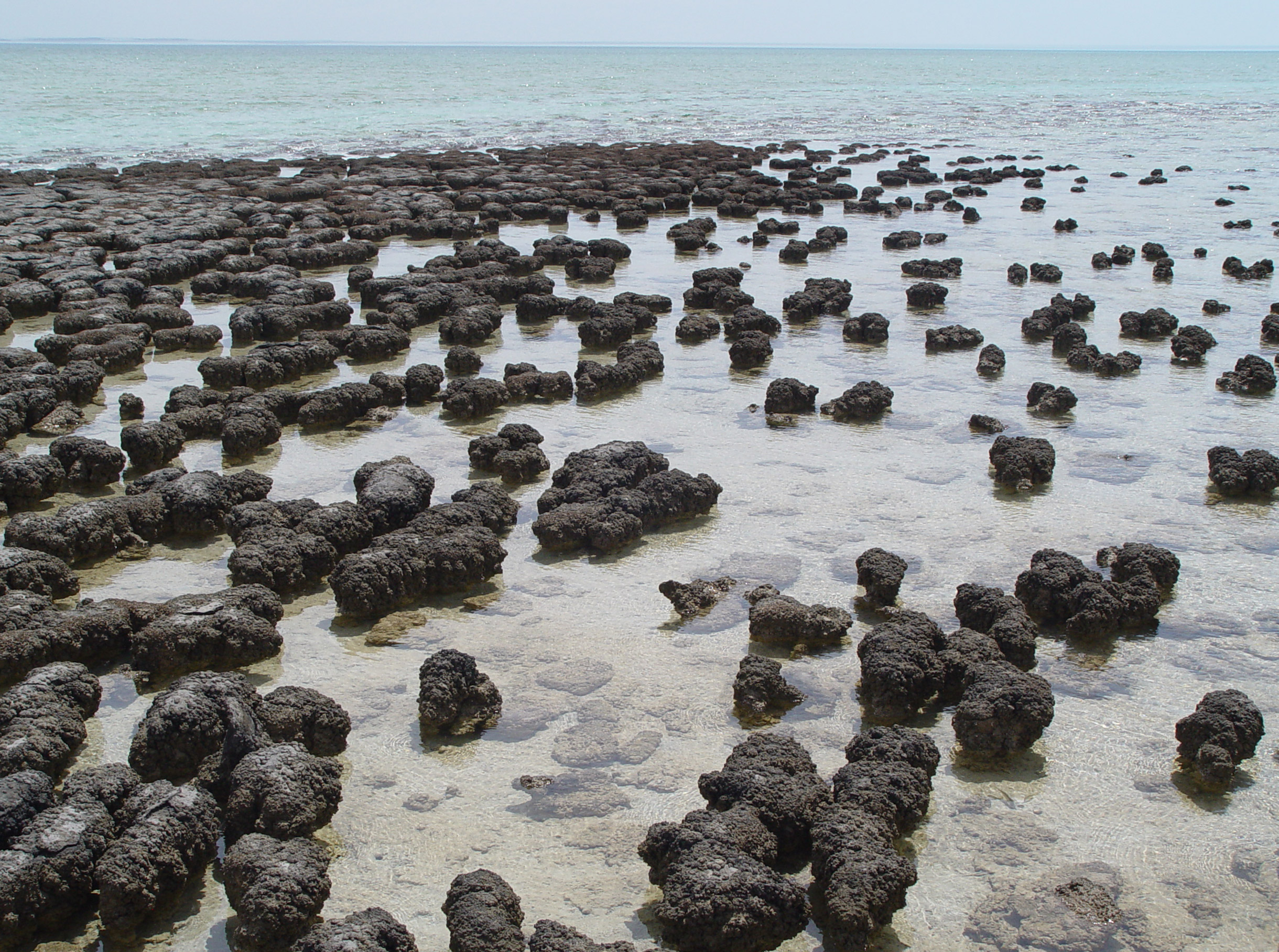
Współczesne stromatolity w Zatoce Rekina

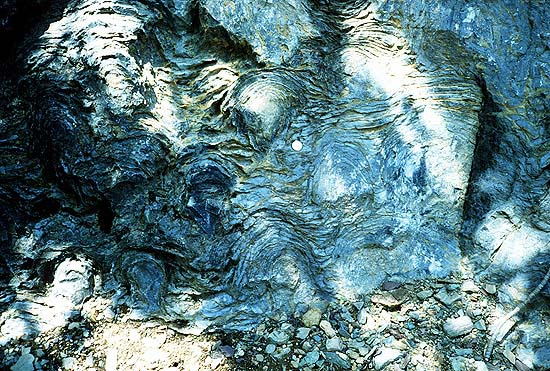
Stromatolity w prekambryjskiej formacji Siyeh z Parku Narodowego Glacier w USA

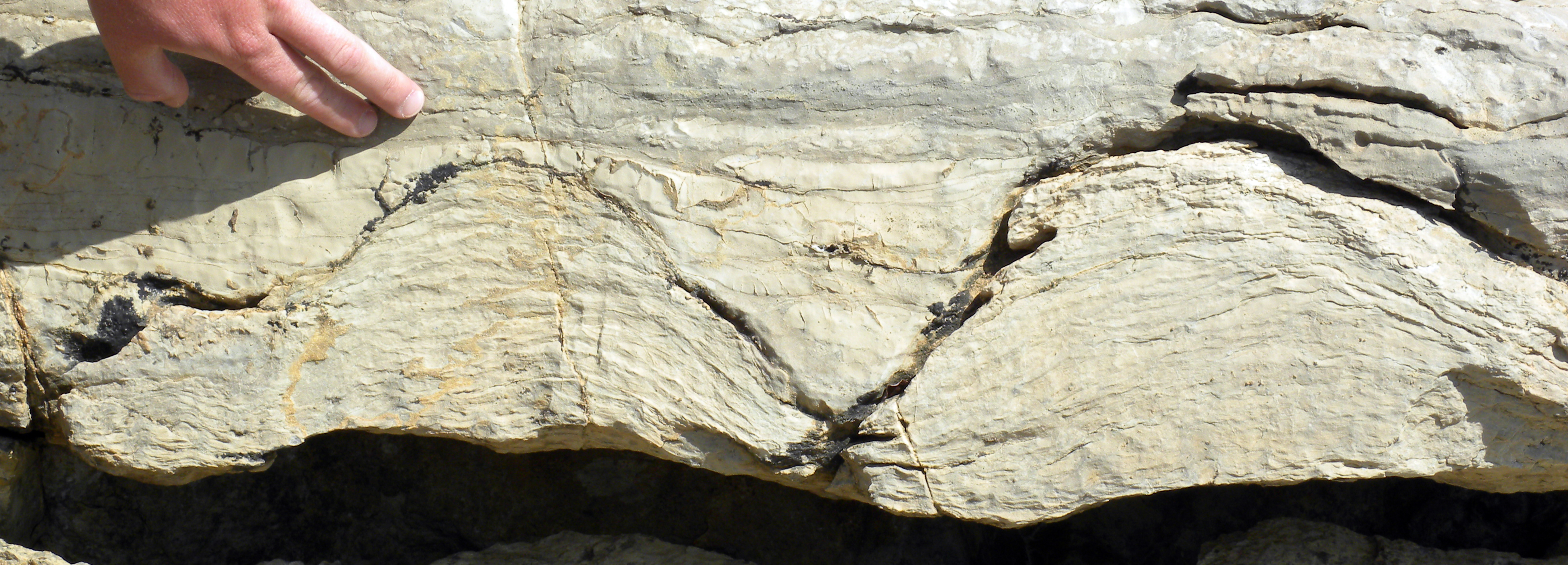

Stromatolity – formacje skalne złożone z cienkich lamin węglanu wapnia wytrąconego z wody morskiej jako efekt uboczny życia sinic. Mianem tym określane są również same skały węglanowe powstałe w miejscach wzrostu mat sinicowych.
Występują od archaiku do dziś, ale szczególnie liczne były w proterozoiku. Należą do najstarszych śladów życia na Ziemi. Występują w postaci warstw, izolowanych lub połączonych ze sobą kopułowatych form wzrostowych oraz form wielokątnych o laminach ugiętych miseczkowato. Najstarsze dotychczas odkryte stromatolity pochodzą sprzed 3,7 mld lat. Znaleziono je w formacji Isua na Grenlandii. Niewiele młodsze (o 220 mln lat) występują w kratonie Pilbara. Inne, liczące 3,4–3,5 mld lat, znaleziono w południowej Afryce (grupa Sebakiwian) oraz w Australii (grupa Warrawoona). Najszerzej spotyka się je w osadach sprzed 2,8–0,6 mld lat, choć znane są przykłady z późniejszych epok, w tym liczne formacje stromatolitowe z późnego triasu i środkowej jury znajdowane w Polsce. Zanik tego typu formacji był stopniowy i wynikał najprawdopodobniej z aktywności roślinożerców uniemożliwiających rozwój warstw sinic przez zdrapywanie glonów z powierzchni. Obecnie stromatolity są rzadkie i występują jedynie w szczególnych warunkach zasolenia lub nasycenia węglanem wapnia, gdzie nie występują roślinożercy.
Odmianą stromatolitów są onkoidy.